# Джи Ем Ей (телевизионен канал)
Джи Ем Ей (на английски: GMA) е филипински телевизионен канал, собственост на Джи Ем Ей. Стартира като телевизионен канал на 29 октомври 1961 г. като RBS TV Channel 7. Каналът се нарича още The Kapuso Network, въведен на 27 октомври 2002 г.